# Spermacoce melochioides
Spermacoce melochioides är en måreväxtart som först beskrevs av Paul Carpenter Standley, och fick sitt nu gällande namn av Rafaël Herman Anna Govaerts. Spermacoce melochioides ingår i släktet Spermacoce och familjen måreväxter. Inga underarter finns listade i Catalogue of Life.